# エリオット・バックマスター
エリオット・バックマスター（Elliott Buckmaster, 1889年10月19日 - 1976年10月10日）はアメリカ海軍の軍人、最終階級は中将。
キャリア中途で航空畑に転身した海軍士官の一人であり、太平洋戦争では空母「ヨークタウン」 (USS Yorktown, CV-5) 艦長として珊瑚海海戦やミッドウェー海戦などを戦う。しかし、航空歴の短い者を嫌う部下の古参航空士官との軋轢により、部下に指揮ぶりを批判されるという事態が発生した。ミッドウェー海戦で「ヨークタウン」を失ったあとは訓練などの後方支援任務にまわって海軍パイロットの大量育成に尽力し、戦争の勝利に陰から貢献する形となった。

## 生涯
エリオット・バックマスターは1889年10月19日、ブルックリンで父オーガスタス・ハーパー・バックマスターと母ヘレン・ガードナー・エリオット・マスターズとの間に生まれる。12歳のときに一家はバージニア州シャーロッツビルに引っ越す。1908年にバージニア州の推薦を受けてアナポリスに入学し、1912年に卒業。卒業年次から「アナポリス1912年組」と呼称されたこの世代の同期には、潜水艦部隊を率いたチャールズ・A・ロックウッド、海軍作戦部長になったルイス・デンフェルド、太平洋艦隊参謀長を務めた「ソック」チャールズ・マクモリス、ソロモン諸島の戦いでの水上戦闘で活躍したアーロン・S・メリルやカールトン・H・ライト、空母任務群を率いたアルフレッド・E・モントゴメリーやデウィット・C・ラムゼーらを輩出した。
アナポリス卒業後、バックマスターは士官候補生として戦艦「ニュージャージー (USS New Jersey, BB-16) 配属となり、1914年のベラクルス戦役に参加。バックマスターは負傷者の救助を担当し、この功績でネイビー・アンド・マリーンコープス・メダルを授与された。中佐に昇進後の1934年、バックマスターは新鋭駆逐艦「ファラガット」 (USS Farragut, DD-348) の初代艦長を務める。その後は航空へ転科し、フロリダ州ペンサコーラの海軍飛行学校に入学。47歳時の1936年にパイロット免許を取得した。航空畑の人となったバックマスターは、空母「レキシントン」 (USS Lexington, CV-2) に配属されて副長を務める。1939年に大佐に昇進後は真珠湾内フォード島にある航空基地の司令となった。
1941年2月5日、バックマスターは「ヨークタウン」艦長となり、以後1年4か月にわたって「ヨークタウン」に身を置くこととなる。しかし、バックマスターが艦長を務めることに対して不服のある人物がいた。3か月後の5月に副長として「ヨークタウン」に赴任してきたジョゼフ・J・クラーク（アナポリス1918年組）である。1925年3月にパイロット免許を取得したクラークをはじめとする古くからのパイロットおよびパイロット出身の士官は、ペンサコーラの飛行学校で航空を少々かじった程度の士官を「キーウィ」などと呼んで見下す傾向があった。航空出身者は、ジョン・ヘンリー・タワーズ（アナポリス1906年組）のような生粋のパイロットの純血種こそが、航空に関わる全ての事案を指揮すべきだとも考えていた。バックマスターもまた「キーウィ」の一人であり、バックマスターと本来艦長を補佐すべき副長のクラークとの間は、とにかくそりが合わなかった。そして、このまま1941年12月の太平洋戦争の開戦を迎える。
開戦後、バックマスターの指揮する「ヨークタウン」は1942年2月のマーシャル・ギルバート諸島機動空襲、3月10日のラエ・サラモアへの空襲、5月8日の珊瑚海海戦および6月のミッドウェー海戦と、各地で日本海軍との対峙を続けた。「ヨークタウン」には第17任務部隊司令官フランク・J・フレッチャー少将（アナポリス1906年組）が座乗し、フレッチャーは空襲計画をバックマスターに示した上でクラーク以下の部下にもまわしていたが、フレッチャーもまた「キーウィ」の一人であったがために、クラークの目の敵にされた。フレッチャーとバックマスター、2人の「キーウィ」に指揮されるのが気に食わなかったクラークは、フレッチャーとバックマスターの指揮ぶりが「消極的」だとする批判を、マスコミや海軍作戦部長兼合衆国艦隊司令長官アーネスト・キング大将（アナポリス1901年組）相手に繰り広げることとなった。「ヨークタウン」はミッドウェー海戦で、南雲艦隊の空母「飛龍」から飛来した友永丈市大尉の攻撃隊によって航行不能に陥り、やがて伊号第百六十八潜水艦（伊168）からの雷撃によってついに沈没することとなる。フレッチャー、バックマスターら「キーウィ」とクラーク以下の古参の航空畑出身者との軋轢と沈没との因果関係は不明であるが、一つ明らかなのは、バックマスターにとってミッドウェー海戦が最後の表舞台だったことである。
海戦から帰還したのち、バックマスターは少将に昇進し、新設された海軍航空初期課程部隊の初代司令となる。部隊本部はカンザス州カンザスシティのフェアファックス基地にある海軍航空訓練所に置かれ、「ヨークタウン」でクラークとともに副長を務めていたディキシー・キーファーが、「ヨークタウン」時代と同様にバックマスターを支えた。バックマスターの指揮下、部隊からは海軍初となる正規の飛行訓練マニュアルを2次にわたって発行し、マニュアルは1942年から1944年にかけてジョージ・D・マレー少将（アナポリス1910年組）率いるペンサコーラの飛行学校などにおいて海軍パイロットの急速育成のために活用されることとなった。戦争終結後、バックマスターは1946年に中将に名誉昇進したのち退役し、1976年10月10日にカリフォルニア州コロナドで亡くなった。86歳没。
バックマスターは、ベラクルス戦役でのネイビー・アンド・マリーンコープス・メダルのほか、珊瑚海海戦とミッドウェー海戦の戦功により海軍殊勲章を授与されている。